# Grâces
Grâces (bret. Gras-Gwengamp) – miejscowość i gmina we Francji, w regionie Bretania, w departamencie Côtes-d’Armor.
Według danych na rok 1990 gminę zamieszkiwało 2481 osób, a gęstość zaludnienia wynosiła 176 osób/km² (wśród 1269 gmin Bretanii Grâces plasuje się na 238. miejscu pod względem liczby ludności, natomiast pod względem powierzchni na miejscu 698.).